# Răsboieni
Răsboieni – wieś w Rumunii, w okręgu Jassy, w gminie Țibănești. W 2011 roku liczyła 673 mieszkańców.